# Площа Леніна (станція метро, Мінськ)
53°53′30″ пн. ш. 27°32′52″ сх. д. / 53.89167° пн. ш. 27.54778° сх. д.
Пло́ща Ле́ніна (біл. Пло́шча Ле́ніна) — станція Московської лінії Мінського метрополітену. Розташована між станціями «Інститут культури» та «Жовтнева». Відкрита 30 червня 1984 року у складі першої черги метрополітену.

## Конструкція станції
Односклепінна станція мілкого закладення з однією острівною платформою

## Виходи
Виходи станції пов'язують між собою два вузли міста — Мінський залізничний вокзал і площу Незалежності. Один з виходів станції розташований на Привокзальній площі. Підземним тунелем, що був відкритий 2003 року, зі станції можна потрапити у нову будівлю вокзалу та на посадкові  платформи станції. Також на Привокзальній площі розташований автовокзал «Центральний» і посадкові платформи приміських поїздів.
Другий вихід веде до площі Незалежності, до будівель Білоруського державного університету, Білоруського державного педагогічного університету, Будинку Уряду, Міндержвиконкому, центрального поштамту і Червоного костелу.

## Оздоблення
Станція виконана лаконічно, за відсутністі зайвих декоративних елементів. Тут обрано тип склепіння, що контрастує з активно виявленими карнизними елементами, що відділяють його від колійних стін. Застосовано приховане розміщення джерел світла за карнизами і підсвічування ділянок колійних стін з текстами назви станції.
Оформлення витримане у спокійних кольорах, колійні стіни облицьовані темно-рожевим мармуром. У центрі платформи встановлена художня композиція у вигляді колони, увінчаної серпом і молотом. Вона знаходить органічне розвиток на виходах зі станції у монументальних композиціях.

## Назва
Впродовж 1992—2003 років станція оголошувалася як «Площа Незалежності» (біл. Плошча Незалежнасці), однак потім первісна назва була відновлена. За словами начальника технічного відділу Мінського метрополітену, офіційне рішення про перейменування станції «Площа Леніна» в «Площу Незалежності» ніколи не приймалось, проте були усні розпорядження керівництва Мінміськвиконкому. З 2008 року станція оголошується як «станція Площа Леніна, вихід до залізничного вокзалу та площі Незалежності» (біл. Станцыя Плошча Леніна, выхад да чыгуначнага вакзала і плошчы Незалежнасці).
15 березня 2010 року комісія Мінського міськвиконкому з найменувань та перейменувань проспектів, вулиць, площ та інших складових частин міста внесла пропозицію про перейменування станції метро «Площа Леніна» в «Площу Незалежності» (біл. Плошча Незалежнасці).

## Пересадка
- на станцію метро «Вокзальна» третьої лінії.
- автобуси: 1, 3с, 40, 46, 47с, 50с, 69, 78, 79, 79д, 81э, 100, 102, 111, 115э, 119с, 123, 127а, 151э, 175э;
- тролейбуси: 3, 4, 5, 6, 7, 16, 20, 30, 36, 44, 58;
- трамвай: 1, 4, 7.

## Галерея

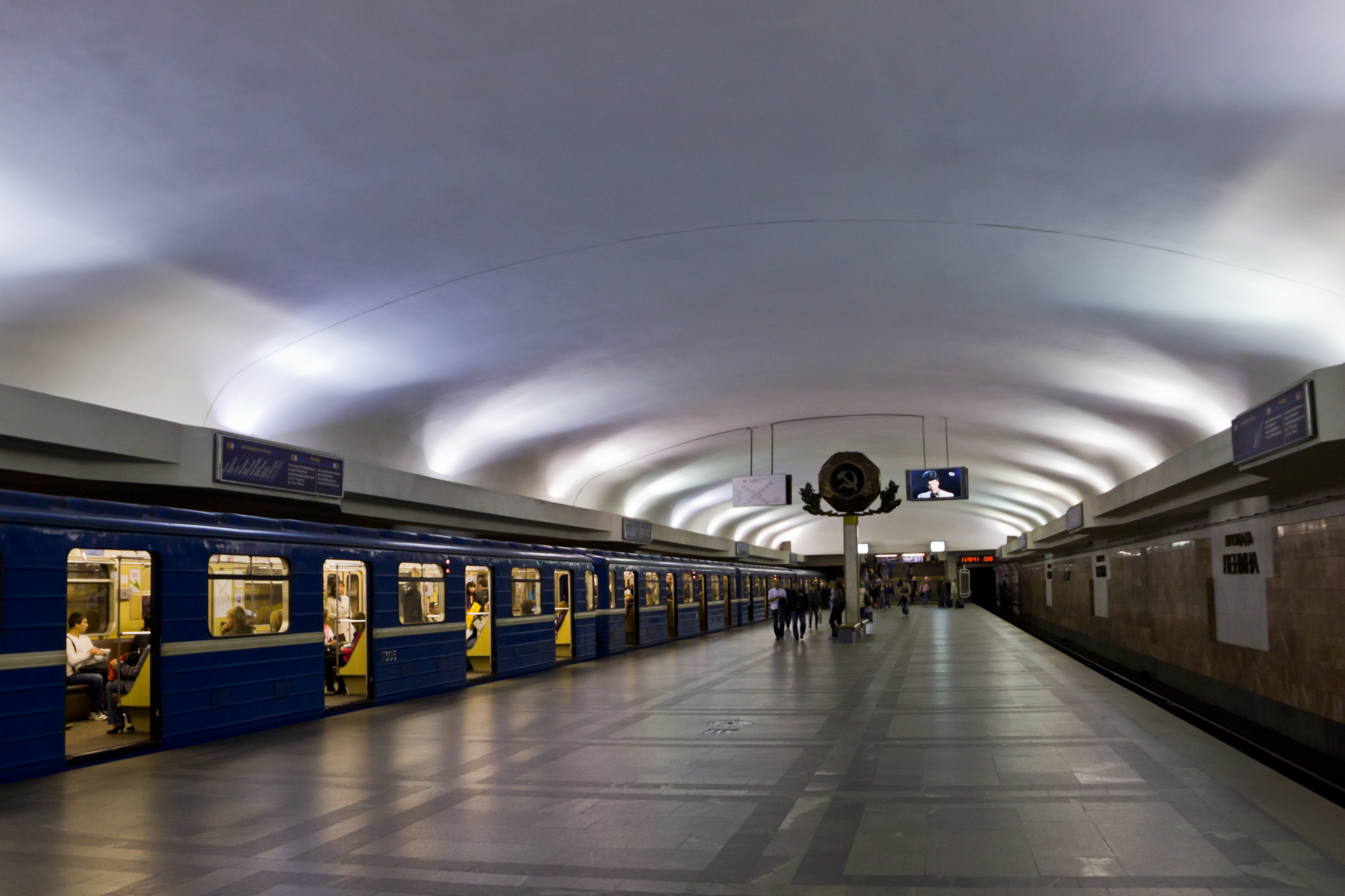
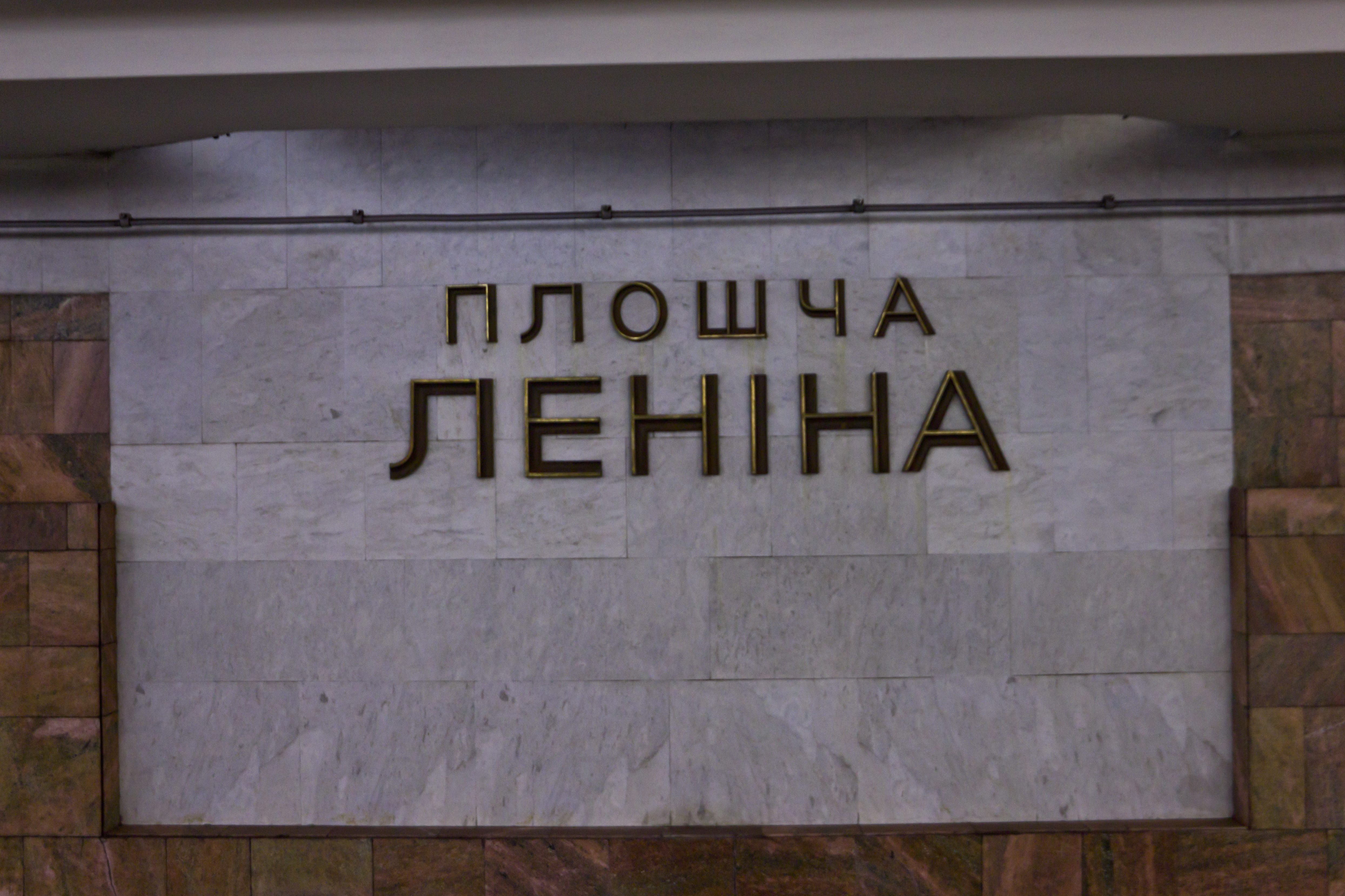
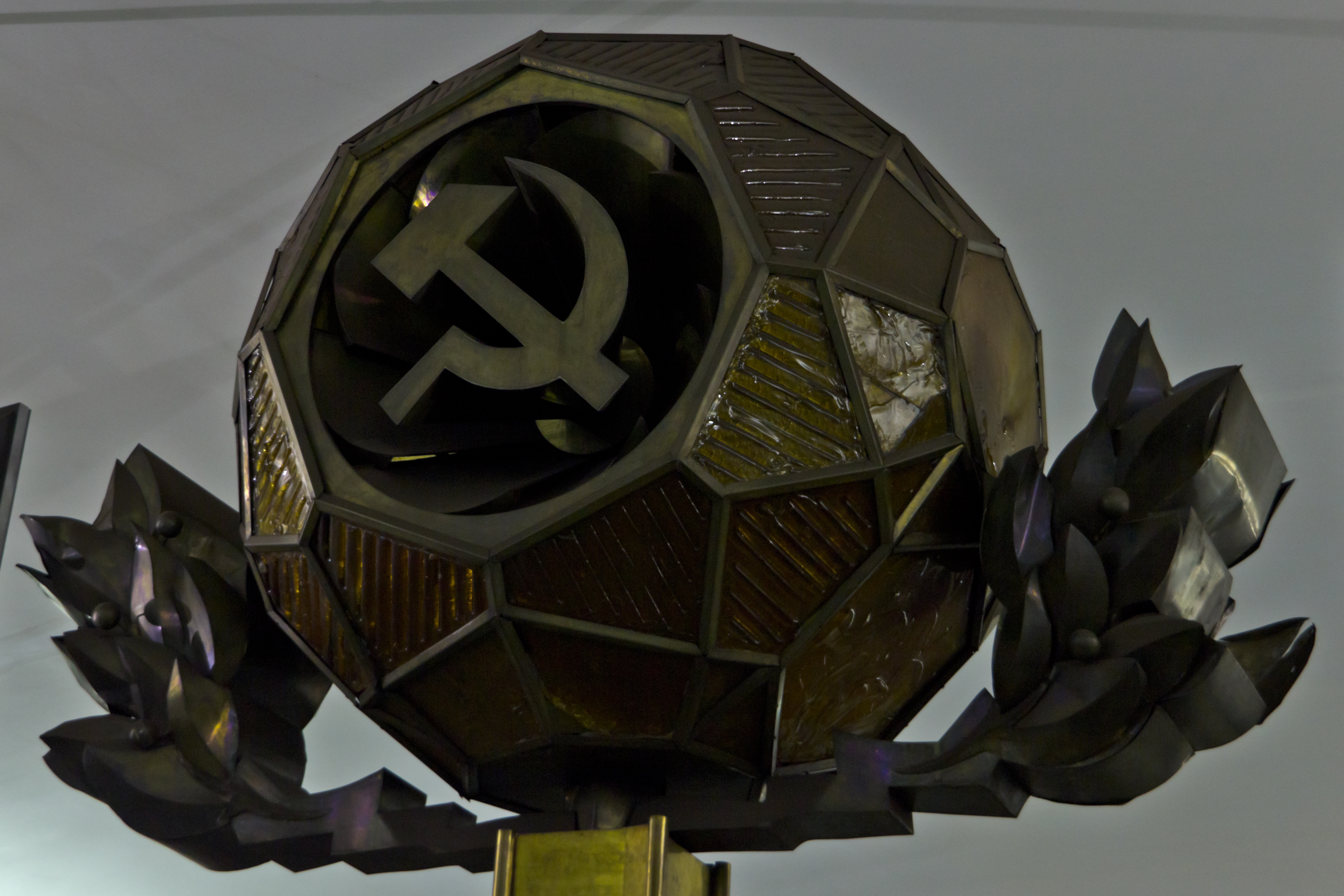